# Ringleben, Kyffhäuser
Ringleben là một đô thị ở huyện Kyffhäuser, thuộc bang Thüringen, Đức. Đô thị này có diện tích 15,04 km², dân số thời điểm ngày 31 tháng 12 năm 2006 là 1033 người.